# Octinodes amplicollis
Octinodes amplicollis is een keversoort uit de familie van de kniptorren (Elateridae). De wetenschappelijke naam van de soort werd in 1932 gepubliceerd door Van Dyke.